# سيلفان فوراو
سيلفان فوراو (بالفرنسية: Sylvain Fauré)‏ (مواليد 3 نوفمبر 1978) هو سبّاح من موناكو، مثّل بلاده في الألعاب الأولمبية الصيفية 2000.

## روابط خارجية
سيلفان فوراو على موقع الاتحاد الدولي للسباحة (الإنجليزية)
- سيلفان فوراو على موقع أوليمبيديا (الإنجليزية)